# Брауншвейг-Вольфенбюттельське князівство
Брауншвейг-Вольфенбюттельське князівство (нім. Fürstentum Braunschweig-Wolfenbüttel) — складова Брауншвейг-Люнебурзького герцогства, історія якого характеризувалася численними поділами та возз'єднаннями. У середині XVII століття він мав площу 3828 квадратних кілометрів. Різні династичні лінії дому Вельфів правили Брауншвейг-Вольфенбюттелем до розпаду Священної Римської імперії в 1806 році. В результаті Віденського конгресу в 1815 році було створено державу-спадкоємця — Брауншвейзьке герцогство.

## Історія

### Середньовіччя
Після того, як Отто I, онуку Генріха Лева, 21 серпня 1235 року було передано імператором Фрідріхом II колишню алодіальну резиденцію його родини (розташовану на території сучасної східної Нижньої Саксонії та північної Саксонії-Анхальт) під назвою Брауншвейг-Люнебурзьке герцогство, герцогство було розділене у 1267—1269 рр. його синами.
Альберт I (також званий Альбертом Високим) (1236—1279) отримав регіони навколо Брауншвейгу — Вольфенбюттель, Айнбек-Грубенгаген і Геттінген-Обервальд . Таким чином він заснував Старий брауншвейзький дім і заклав основу того, що згодом стало Брауншвейг-Вольфенбюттельським князівством. Його брат Йоганн (1242—1277) успадкував землі навколо Люнебурга і заснував Старий люнебурзький дім. Місто Брауншвейг залишилося під спільним правлінням.
У наступні десятиліття територія Брауншвейгу(-Вольфенбюттеля) була додатково поділена. Наприклад, лінії Грубенгагена та Геттінгена на деякий час були розділені. Подібним чином у 1432 році маєтки між пагорбами Дайстер і річкою Лейне, які тим часом були отримані від середнього дому Брауншвейгу, відокремилися, утворивши Каленберзьке князівство. Возз'єднання та роз'єднання відбувались і в подальшому.

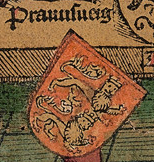
Герб герцогства у Всесвітній хроніці Шеделя 1493 року

Тим часом герцоги втомилися від постійних суперечок з громадянами міста Брауншвейг і в 1432 році перенесли свою резиденцію до водного замку Вольфенбюттель, який лежав у болотистій западині річки Окер приблизно за 12 км на південь від Брауншвейгу. Збудований тут замок для герцогів Брауншвейг-Люнебурзьких — разом із герцогською канцелярією, консисторією, судами та архівами — став нервовим центром гігантського регіону, з якого керували Вольфенбюттель-Бруншвейгом як частиною загального герцогства. Протягом тривалого часу воно також керувало князівствами Каленберг-Геттінген і Грубенгаген, Гальберштадтським князівством-єпископством, значною частиною Гільдесгаймського князівства-єпископства, Хонштайнським і Регенштайнським графствами, баронствами Клеттенберг і Лора та частинами Хойя на Нижньому Везері. Про важливість цього двору свідчить кількість необхідних майстрів. Сотні дерев'яних будинків були побудовані для двору, для його громадян і для герцогських приміщень, спочатку хаотично, пізніше спроектованих відповідно до герцогських вимог і протипожежного захисту. У період розквіту розвитку міста його райони називалися на честь різних герцогів: Августштадт на заході, Юліусштадт на сході та Генріхштадт .
Після дванадцятого поділу герцогства в 1495 році, згідно з яким князівство Брауншвейг-Каленберг-Геттінген було поділено на складові території, герцог Генріх Старший отримав землю Брауншвейг, до назви якої було додана назва нової резиденцією у Вольфенбюттелі. Відтоді назва князівства стала «Брауншвейг-Вольфенбюттель».

### Ранньомодерний час

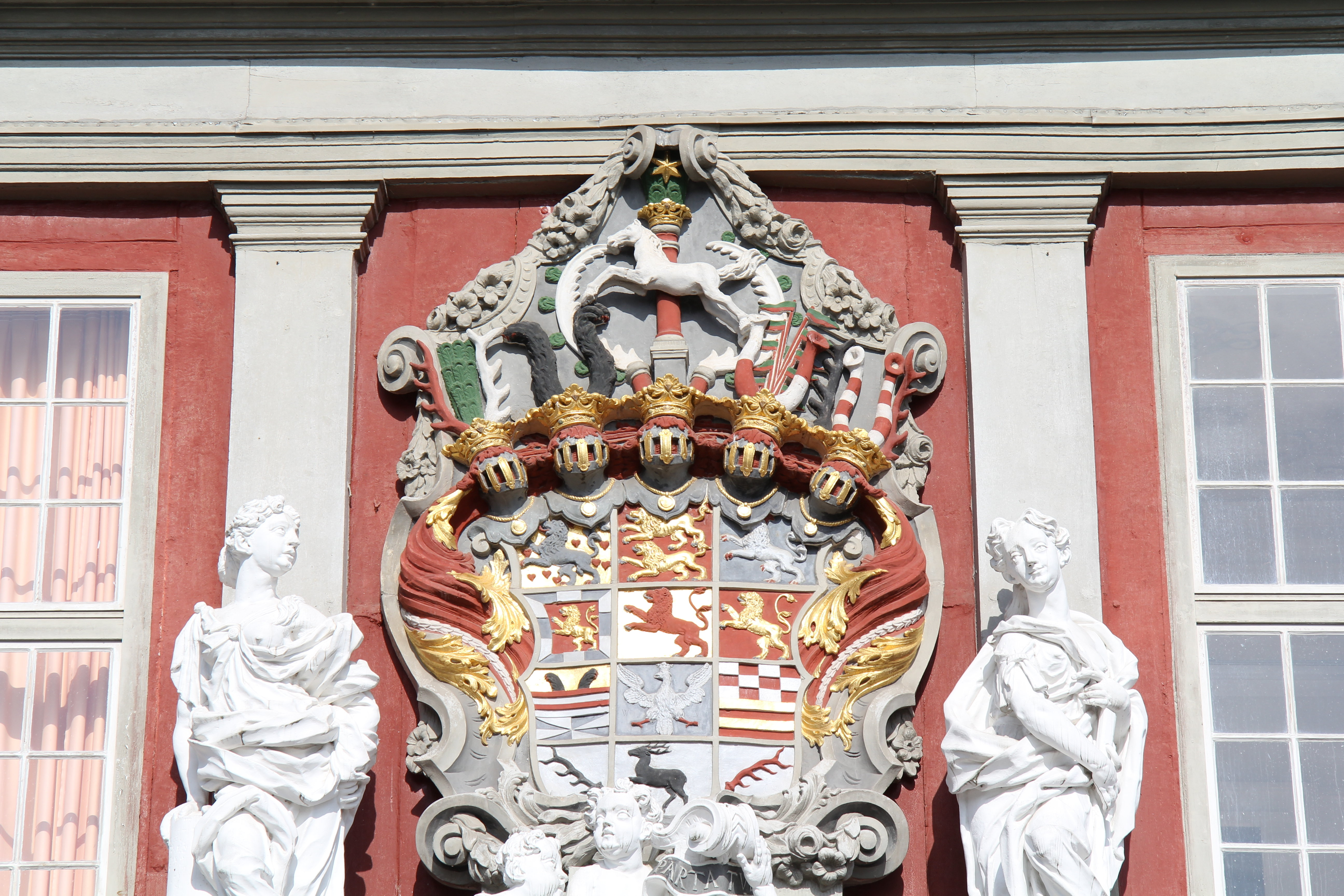
Герб князівства раннього Нового часу (на Вольфенбюттельському палаці)

Під правлінням герцогів Генріха Молодшого, Юлія та Генріха-Юлія резиденція Вольфенбюттеля була розширена, а князівство отримало статус у всій Німеччині.
У 1500 році Брауншвейг-Вольфенбюттель став частиною Нижньосаксонського кола Священної Римської імперії.
З 1519 по 1523 рік князівство вступило у війну з Гільдесгаймським і Люнебурзьким князівствами у Гільдесгаймській єпархіальній ворожнечі, яка, незважаючи на гучну поразку в битві при Зольтау, зрештою призвела до великих територіальних здобутків, які дісталися Брауншвейгу-Вольфенбюттелю.

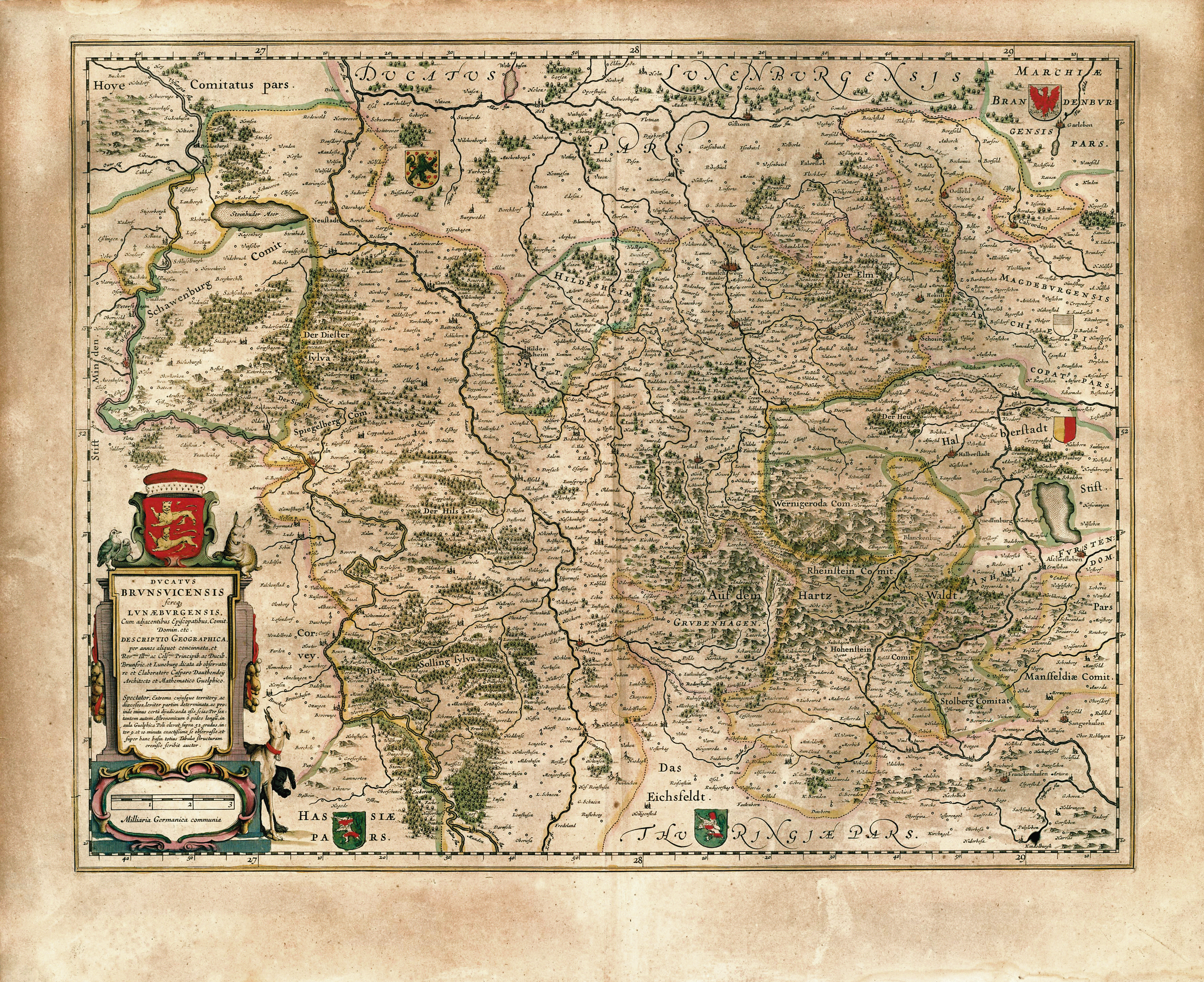
Брауншвейзьке герцогство, 1645

Під час Тридцятилітньої війни Вольфенбюттель був найсильнішою фортецею Північної Німеччини, але пережив війну сильно пошкоджений. Лінія Вольфенбюттель згасла під час війни.
У 1571 році замок і село Кальверде увійшли до складу князівства завдяки герцогу Юліусу Брауншвейзькому.
У 1635 році герцог Август Молодший, з побічної лінії Люнебург-Данненберг, перебрав кермо влади в князівстві та заснував Новий Брауншвейзький дім. За його правління Вольфенбюттель досяг свого культурного зеніту. Одним із його найбільших досягнень було будівництво Вольфенбюттельської бібліотеки, найбільшої на той час у Європі. У 1671 році давня нездійсненна мрія герцогів Дому Вельфів збулася, коли об'єднані армії різних династичних ліній змогли захопити місто Брауншвейг і додати його до своїх володінь.
У 1735 році, коли династична лінія вимерла, виникла інша побічна лінія: лінія Брауншвейг-Беверн, заснована в 1666 році.

У 1753—1754 роках резиденція герцогів Вольфенбюттелів повернулася до Брауншвейгу, до новозбудованого Брауншвейзького палацу.

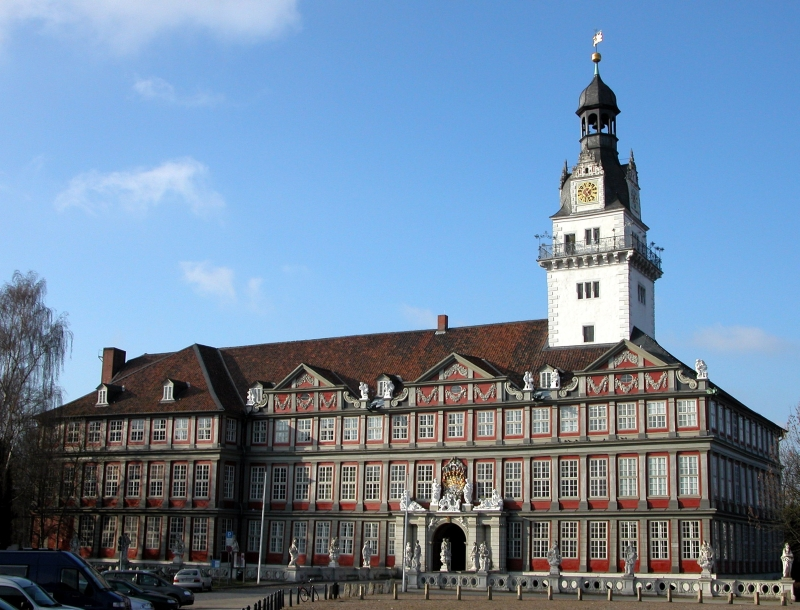
Вольфенбюттельський замок

Таким чином місто втратило незалежність, якою володіло з XV століття. При цьому герцог слідував тенденції і ні в що не втручався, включно з роботами над новим замком, розпочатими в 1718 році Германом Корбом на Грауер Гофі, які досі не були завершені. Наслідки для Вольфенбюттеля були катастрофічними, як видно з дерев'яних каркасних будинків, побудованих пізніше. 4000 городян пішли за герцогською родиною, і населення Вольфенбюттеля скоротилося з 12 000 до 7 000. Лише архів, церковна канцелярія та бібліотека залишилися як сполучення з попередніми часами. В Брауншвейгу поширювалось глузлива назва Вольфенбюттеля як «резиденції вдів» (Witwensitz).
Великі сади перед трьома міськими воротами (Герцогтор, Гарцтор і Августтор) були передані в оренду колишнім садівникам як емфітевзис. Як наслідок, були засновані фабрики повидла, які були характерними для Вольфенбюттеля до XX століття. Перед Герцогтором кількість садів зростала, поки вони врешті не досягли лісу Лехлум (Lechlumer Holz). Його південний край прикрашав маленький Lustschloss Антуанеттенру, побудований у 1733 році замість садового будиночка, твір майстра будівництва Германа Корба, який був таким важливим для Вольфенбюттеля. Вольфенбюттель став містом шкіл. У 1753 році був заснований учительський коледж, який розпочався в сиротинці, а пізніше переїхав до будівлі сучасної школи Харцторваль.
Політично Брауншвейг-Вольфенбюттель був одним із найближчих союзників Пруссії. У той час як незадовго до цього імператор Габсбургів був найважливішим центром зв'язку через політичні шлюби, лінія Вельфів Вольфенбюттелів тісно пов'язана з Гогенцоллернами через одруження прусського кронпринца Фрідріха з Елізабет Крістін. Шлюб був організований Фрідріхом Вільгельмом I Прусським і Фердинандом Альбрехтом. Вони також заснували «братерство по зброї» між маленькою державою та великим Прусським королівством. Численні офіцери Брауншвейг-Вольфенбюттеля служили на високих посадах у прусській армії, особливо під час Семирічної війни. Полки князівства прикривали союзну армію в західній Пруссії і, зокрема, союзне Ганноверське курфюрство. Яскравим представником військового союзу між Брауншвейгом і Пруссією був герцог Брауншвейзький і Люнебурзький, спадковий принц Фердинанд Брауншвейг-Вольфенбюттельський.
В епоху Карла I були великі досягнення в культурній і науковій сферах: розвивався театр і заохочувалась освіта. У 1753 році була заснована герцогська художня та природнича колекція — попередник Музею природної історії. Ці значні колекції були зібрані герцогами Брауншвейгу. Це підприємство було підтримано абатом Єрусалимським, засновником Collegium Carolinum . У той час як Вольфенбюттель занепав, Брауншвейг пережив культурний бум.
У серпні 1784 року Йоганн Вольфганг фон Гете залишився в Брауншвейгу з політичною місією, коли він супроводжував веймарського міністра, свого герцога Карла Августа. У той час, коли політична ситуація між Австрією та Пруссією знову загострилася, малі та середні німецькі держави планували створити більшу князівську державу як противагу. Герцога Карла Вільяма Фердинанда Брауншвейзького мали запросити приєднатися до цієї ліги князів (Fürstenbund), що він і зробив 30 серпня.
Секретна місія була замаскована під сімейний візит на час Осіннього ярмарку. Придворне життя визначило час перебування в замку Резиденц на Больвегу.

### Епоха Наполеона і перехід до Брауншвейзького герцогства
В результаті німецької медіатизації 25 лютого 1803 року князівство отримало території секуляризованих імперських абатств Гандерсгайм і Гельмштедт. У 1806 році герцог Карл Вільгельм Фердинанд був смертельно поранений як прусський генерал у битві при Ауерштедті. Після короткого міжцарів'я Брауншвейг був окупований з 1807 по 1813 роки французами і став частиною Вестфальського королівства.
Після закінчення правління Наполеона держава була відновлена під назвою Брауншвейзьке герцогство.

## Побічна лінія в Беверні
Брауншвейг-Вольфенбюттель-Бевернське князівство виникло в результаті суперечки за спадщину між Фердинандом Альбертом I і його братами. У 1667 році Фердинанд Альберт отримав замок Беверн біля Гольцміндена. Він — а пізніше його син Фердінанд Альбрехт II — були князями Брауншвейгу-Вольфенбюттель-Беверна. У 1735 році Фердинанд Альберт II перейняв князівство Брауншвейг-Вольфенбюттель, підпорядковане князівство повернулося до головного князівства Брауншвейг-Вольфенбюттель.

## Економічна та соціальна історія

### Роль фермерів
За словами Борнштедта кріпацтво в державі було скасовано з «рішенням Рейхстагу 17 травня 1433 року» Генріхом Мирним. За словами Борнштедта, Брауншвейг-Вольфенбюттель був першим князівством у Священній Римській імперії, яке покінчило з феодалізмом. Перерва встановлювала, що будь-яке свавілля (Willkür) у поборах з управителів, або Meier, феодальних маєтків, особливо у разі смерті фермера, було скасовано. Grundherr або «володар садиби» продовжував залишатися власником маєтку Майєрів, але тепер Майєр також міг залишити його. Ця зміна зазвичай означала, що сім'я Майєрів не виїжджала після закінчення терміну дії контракту або смерті фермера; тобто сім'ю не виселили передчасно, як це мало місце раніше. У 1563 році Генріх Молодший постановив, що кожні 6 років Майєр і Грундхер повинні були вести переговори про продовження оренди маєтку; пізніше цей термін було збільшено до 9 років. У своєму прощанні з Ландтагом у 1597 році «герцог» Генріх Юлій зробив ферми успадкованими.
Із законом про викуп Брауншвейгу (Ablösungsordnung) від 20 грудня 1834 року правонаступником держави, Брауншвейзьким герцогством, було скасовано залежність фермерів. Фермери тепер могли купувати землю у безкоштовне володіння, а необхідні гроші могли позичати в герцогській кредитній конторі. Наприкінці XIX століття відбулося Flurbereinigung або консолідація землі.